# Karine Arabian
Pour les articles homonymes, voir Arabian.
Karine Arabian, née le 2 juillet 1967 à Paris, est une créatrice française de chaussures et d'accessoires pour femme. Après avoir travaillé pour Swarovski puis Chanel, elle fonde sa marque éponyme en 2000 et cesse son activité en 2015. En 2019, elle crée JN.Mellor Club avec Franck Blais.

## Biographie

### Jeunesse et formation
Karine Arabian naît le 2 juillet 1967 à Paris et est l'aînée d'une fratrie de trois enfants. D'ascendance arménienne, son père était tailleur et son grand-père et son oncle étaient bottiers,,. Elle grandit à Villejuif et fait son lycée à Paris.
Après avoir obtenu un Deug de lettres modernes à l'université Sorbonne-Nouvelle en 1988, Karine Arabian se destine à la mode. Elle entre à l'école supérieure des arts et techniques de la mode où elle obtient son diplôme avant d'aller étudier en 1988 au studio Berçot dont elle est aussi diplômée,.

### Débuts
À sa sortie d'école, Karine Arabian devient assistante chez Mariot Chanet, où elle s'occupe notamment des accessoires. Peu après, elle se met à créer ses premiers bijoux, qui sont remarqués par Marthe Lagache, alors marraine du Festival des jeunes créateurs de Hyères. Elle lui propose de participer au Concours International de la Mode de Hyères et en est lauréate, en 1993 dans la section accessoires.
Karine Arabian est alors repérée par Swarovski pour dessiner des lignes de bijoux en cristal aux côtés de Rosemary Legallet, bras droit de Karl Lagerfeld chez Chloé.
En 1996, elle rejoint Chanel sous la direction de Karl Lagerfeld où elle crée des collections d'accessoires,, bijoux puis des sacs jusqu'en 1999.

### Période «Karine Arabian»
En 2000, Karine Arabian lance une marque à son nom, axée sur la création de chaussures et d'accessoires, et associée à son cousin Daniel Yeremian,, qui s'occupe de la gestion de l'entreprise. Alors que la tendance au début des années 2000 était aux bouts très longs et pointus, Karine Arabian fait connaître ses chaussures grâce à des bouts très arrondis, qui font alors son image de marque, initiative d'autant plus marquante que le milieu de la chaussure est très masculin,. Dans une interview à Libération, elle dénonce d'ailleurs la misogynie ambiante :

« C'est un métier d'homme où l'idée prédomine que la femme n'a rien à faire là-dedans, hormis peut-être dans la phase "maquillage". C'est bien simple, avant d'être associée à mon cousin, personne ne m'écoutait, j'avais l'impression d'être transparente. »

Elle tend ainsi à créer des chaussures qui soient « au-delà de leur originalité surtout confortables »,.
En 2001, sa première boutique ouvre au 4 rue Papillon dans le 9e arrondissement. L'année suivante, elle est repérée et soutenue par Le Bon Marché, où elle est la créatrice invitée, puis y installe un corner.
En 2003, Karine Arabian est choisie par Isabelle Adjani, alors invitée dans le catalogue de La Redoute ; elle crée pour l’occasion quelques modèles de souliers et un sac exclusifs. Elle lance la même année une autre ligne de bijoux, chaussures et sacs, centrée sur les pierres précieuses et le bois, en hommage à ses voyages en Arménie.
En 2004, elle crée des souliers « réfléchissants » pour le défilé couture Louis Féraud par Yvan Mispelaere.
Au lancement de la marque, la production se fait en France mais est délocalisée en Espagne et en Italie en 2003 pour des raisons de savoir-faire et de qualité de production, et probablement pour les pratiques plus souples en matière d'emploi dans ces pays à l'époque.
En février 2005, elle lance une ligne de vêtements faits de cuir, très travaillés et de tissu ; ces articles se vendent d'abord essentiellement à la pièce, sur commande.
Pendant la saison de la France en Arménie, en octobre 2006, Karine Arabian est invitée à défiler à la Galerie Nationale d'Erevan. À l'occasion de l'année de l'Arménie en France, en 2007, elle expose de mai à septembre une rétrospective de ses créations au Musée de la mode de Marseille.
Jusqu'en 2008, 70 % de son chiffre d'affaires se fait à l'étranger avec des ventes aux États-Unis, au Liban et en Asie. Durant la crise, les ventes s'améliorent en France. En 2011, sa marque emploie treize personnes.
En 2009, elle s’associe avec le groupe chinois Aiminer.
En 2010, Karine Arabian ouvre sa seconde boutique parisienne rue Jean-Jacques Rousseau et sa première boutique à l'étranger en septembre, à Chengdu en Chine. En novembre, elle fête les dix ans de sa maison avec une collection exclusive présentée aux Galeries Lafayette. Parallèlement à ce développement, de nouvelles lignes sont produites, notamment avec le lancement en 2012 d'une ligne plus abordable de chaussures et accessoires.
En 2013, elle fait son entrée dans le Who's Who.
En 2014-2015, à la suite d'un profond désaccord avec son associé, Karine Arabian quitte la maison qu’elle a créé.

### Période freelance et JN. Mellor Club
En 2019, Karine Arabian et son compagnon Franck Blais fondent la marque JN. Mellor Club (dont le nom fait référence au nom de naissance de Joe Strummer), spécialisée dans la fabrication locale et artisanale d’accessoires et d’objets de luxes. En mai, ils sont invités à représenter la France sur le Banquet du salon Révélations, Biennale Internationale Métiers d’Art et de la Création, au Grand Palais. En août, ils exposent au George V Center à Pékin. En 2020, leur premier pop-up store voit le jour à la Fondation Brownstone, puis ils exposent à la Galerie Bertrand Grimont à Paris en septembre. Ils sont sélectionnés pour participer à la Biennale Émergences à Pantin en octobre 2020 puis exposés et à la Galerie A10-43.
Fin 2020, lors de la guerre au Haut-Karabagh, elle est signataire aux côtés de nombreux artistes français d’un appel de soutien en faveur de l'Arménie et de l'Artsakh.

## Collaborations
- 2001 : collection capsule pour La Redoute choisie par Isabelle Adjani
- 2003 : Collaboration avec Yvan Mispelaere pour la maison Féraud
- 2008 : création d’un sac pour les 100 ans d’UPS[16]
- 2012 : collection pour André[17],[18],[19]
- 2013 : collaboration avec l'artiste plasticienne Natacha Lesueur qui réalise une série de photographies[20]

## Récompenses
- 1993 : lauréate du Concours de Hyères[21]
- 2004 : créatrice invitée à la fashion week de Moscou[22]
- 2006 : créatrice invitée à la semaine française en Arménie
- 2021 : JN.Mellor Club est lauréat du Grand prix de la Ville de Paris[23]